# Yotoku Miyagi
Yotoku Miyagi (宮城 与徳 Miyagi Yotoku?, 1903–1943) fue un artista y espía japonés de ideología comunista. Oriundo de la isla de Okinawa, sería militante del Partido Comunista de los Estados Unidos (CPUSA) y uno de los miembros de la red de espionaje de Richard Sorge. Detenido por las autoridades japonesas, falleció en prisión.

## Biografía
Miyagi nació en Okinawa en 1903, en el seno de una familia de campesinos. A la edad de 16 años emigró a EE. UU., concretamente a California, poco después de haber contraído tuberculosis. Llegó a Los Ángeles en 1926, donde trabajó como artista y regentó un restaurante. Llegó a asistir a clases en la California School of Fine Arts, en San Francisco. Miyagi, consciente de la explotación de los agricultores de Okinawa por los japoneses, fue testigo del trato similar dado a los japoneses por los norteamericanos. En 1927 contrajo matrimonio con una chica japonesa. Se afilió a la sección japonesa del Partido Comunista de los Estados Unidos (CPUSA) en 1931, aunque nunca llegó a ser un miembro activo del partido.
Reclutado por la Comintern, en 1933 abandonó California a bordo del Buenos Aires Maru y se trasladó a Japón. Miyagi esperaba regresar a los EEUU. Tras establecerse en Japón, Miyagi estableció varias redes de informadores, incluyendo a la secretaria de un general del Ejército Imperial Japonés. Se convirtió en uno de los miembros de la red de espionaje dirigida por Richard Sorge, manteniendo también relaciones con el japonés Hotsumi Ozaki. Entre otras funciones, Miyagi tradujo para Sorge varios informes y artículos periodísticos japoneses. Investigado por la Kenpeitai, en octubre de 1941 fue detenido junto a otros miembros de la red Sorge.
Gravemente enfermo, Miyagi falleció el 2 de agosto de 1943 mientras se encontraba en la prisión de Sugamo, en Tokio.
En 1964 fue condecorado de forma póstuma por la Unión Soviética con la Orden de la Guerra Patria.